# Europe Elects
Europe Elects er en meningsmålingsforvalter, der samler og udgiver valgrelaterede data som blandt andet meningsmålinger i europæiske lande.

## Historie
Europe Elects blev startet i 2014 som en Twitter-profil. Projektet voksede sig hurtigt større, da det var den første konto af sin slags, der samlede europæiske meningsmålinger og valgdata på ét sted. I 2019 blev projektet et formelt startup-selskab. Europe Elects hævder på deres hjemmeside, at 100 % af deres indtjeninger geninvesteres i projektet.

## Format
Organisationen udgiver og deler meningsmålinger udført af analyseinstitutter i alle europæiske lande samt deres respektive regioner for at visualisere opbakningen til forskellige partier til både nationale parlamenter og Europa-Parlamentet. Europe Elects' datavisualisering er unik, da den bruger standardiserede farver og mærkater til at vise de nationale partiers gruppetilhørsforhold i Europa-Parlamentet, hvilket andre medieselskaber over tid har taget til sig. Derudover bliver oversigter over de enkelte partiers positioner og kandidater udgivet.
Europe Elects udgiver på baggrund af den indsamlede data regelmæssigt en samlet projektion for fordelingen af pladserne i Europa-Parlamentet, hvis der ville afholdes Europa-Parlamentsvalg på den givne dag. Ved Europa-Parlamentsvalget 2019 havde Europe Elects den mest præcise prognose for resultatet.
I 2019 lancerede Europe Elects en podcast, og i 2019 og 2020 lanceredes søsterprojekterne America Elects, Oceania Elects, Africa Elects og Asia Elects. Asia Elects opnåede stor opmærksomhed i forbindelse med lokalvalgene i Hong Kong i 2019 og blev citeret i internationale medier som The Washington Post. I dag har både Asia Elects og Africa Elects egne hjemmesider med information om partier, valg, -resultater og -analyser.

## Spredning og modtagelse
Data udgivet af organisationen citeres ofte på Euronews. Organisationen er anset som værende en vigtig mediekilde om anliggender i og omkring Europa-Parlamentet.
Europe Elects citeres ofte i både europæiske så vel som internationale publikationer, er repræsenteret i Centre for European Policy Studies og er en konstant kilde for journalistik omhandlende europæisk politik.
Siden 2021 har Europe Elects haft et samarbejde med medierne Euractiv og Decision Desk HQ.